# Mehmet Tanrısever
Mehmet Tanrısever, né en 1953 à Konya, est un homme d'affaires, réalisateur, producteur et scénariste turc, fondateur de la compagnie Feza Film, qui a produit ses films Minyeli Abdullah (1989), Sürgün (1992) et Hür Adam (2011).

## Biographie
Mehmet Tanrısever est d'abord un industriel qui se lance dans la production de films en 1989 en fondant la compagnie Feza Film. Devant le succès de sa première production Abdullah de Minye (1989), il se met à la réalisation : Sürgün (1992), son premier film comme réalisateur, lui vaut le prix de 'Second meilleur film' au 45e Festival international du cinéma de Salerne (it), ainsi que le Silver Phoenix et le prix du 'Meilleur réalisateur débutant' au 11e Festival international de cinéma de Tashkent. Il fait alors partie d'un courant du cinéma turc que d'aucuns appellent « de sensibilité islamique », avec Mesut Uçakan, İsmail Güneş (tr) ou Salih Diriklik. Dans Le Monde diplomatique, ce type de cinéma est appelé « cinéma blanc ».
Après cela, il fait une pause dans le cinéma, revient à ses affaires industrielles, mais devant le manque à son goût de films conservateurs, y revient comme co-scénariste, producteur et réalisateur de Hür Adam (2011). 

### Vie familiale
Il est marié et a trois enfants.

## Filmographie
- 1989 : Minyeli Abdullah (scénariste)
- 1992 : Sürgün (réalisateur, scénariste et producteur)
- 2011 : Hür Adam (réalisateur, co-scénariste et producteur)
- 2019 : Bozkır Kuşlara Bak Kuşlara (réalisateur, scénariste et producteur)
- 2019 : Hür Köle (réalisateur, scénariste et producteur)
- 2020 : Mahser: Bir Varmis Bir Yokmus (réalisateur, scénariste et producteur)
- 2020 : Keman Ağıtları (réalisateur, scénariste et producteur)
- 2022 : Ay Yüzü Parçalanmış Kalpler (réalisateur, scénariste et producteur)
- 2022 : Çiragin Arayisi (réalisateur, scénariste et producteur)
- 2022 : Iz Sürücü (réalisateur, scénariste et producteur)
- 2022 : Hiç Bir Yere Çıkmayan Yol (réalisateur, scénariste et producteur)
- 2023 : Sessiz Ciglik (réalisateur, scénariste et producteur)
- 2023 : Engelli Ask (réalisateur, scénariste et producteur)
- 2023 : Iki Iyi Iki Kotu Bes Adam (réalisateur, scénariste et producteur)